# Astasiella ovorum
Astasiella ovorum, secondo una classificazione filogenetica (Michajlow, 1965) è una specie del supergruppo Excavata appartenente alla famiglia Astasiaceae.

## Caratteristiche
Astasiella ovorum vive esclusivamente in acqua dolce, ed è stata ritrovata nei pressi di Tihany, sul lago Balaton, in Ungheria, come parassita di uova di copepodi, una sottoclasse del subphylum dei Crostacei.
È un organismo probabilmente fagotrofico e parassita.

## Classificazioni alternative
Una classificazione ormai non più accettata non inserisce tale specie nemmeno negli Euglenida, inserendolo nella famiglia Parastasiellidae, genere Parastasiella, incertae sedis del dominio degli Eukaryota.